# 萨摩亚国家元首
萨摩亚国家元首，是萨摩亚的虚位元首，不掌握实际权力。根据萨摩亚宪法规定，国家元首由议会选出，首任国家元首为终身领导人，其后每届任期五年。
1962年1月1日，萨摩亚独立后，马列托亚·塔努马菲利二世和图普阿·塔马塞塞·米阿列两位传统领袖被任命为终身国家元首。次年，米阿列去世，塔努马菲利成为唯一的终身国家元首，直到2007年逝世。图福加·埃菲为前任国家元首，瓦莱托阿·苏阿劳维二世是现任国家元首。
歷任国家元首都是马他伊阶层的4个最高级别头衔之一的持有者。但此並非憲法規定，而理論上平民亦可擔任職位。故薩摩亞通常被視為是共和制，而非君主制。
| 序列 | 姓名 （生－卒）                        | 任期          | 任期          | 备注                                                    | 备注 |
| 序列 | 姓名 （生－卒）                        | 就任          | 卸任          | 备注                                                    | 备注 |
| ---- | -------------------------------------- | ------------- | ------------- | ------------------------------------------------------- | ---- |
| 1    | 马列托亚·塔努马菲利二世 （1913－2007） | 1962年1月1日  | 2007年5月11日 | 终身任职。与图普阿·塔马塞塞·米阿列共同担任。卒于任上。  |      |
| 1    | 图普阿·塔马塞塞·米阿列 （1905－1963）  | 1962年1月1日  | 1963年4月5日  | 终身任职。与马列托亚·塔努马菲利二世共同担任。卒于任上。 |      |
| —    | 图福加·埃菲 （1938－）                 | 2007年5月11日 | 2007年6月20日 | 代理（众议院议员）。                                    |      |
| —    | 瓦莱托阿·苏阿劳维二世 （1947－）       | 2007年5月11日 | 2007年6月20日 | 代理（众议院议员）。                                    |      |
| 2    | 图福加·埃菲 （1938－）                 | 2007年6月20日 | 2017年7月20日 | 再次连任当选。                                          |      |
| 3    | 瓦莱托阿·苏阿劳维二世 （1947－）       | 2017年7月20日 | 现任          | 2017年当选。                                            |      |